# Garcorops paulyi
Espèce
Garcorops paulyi est une espèce d'araignées aranéomorphes de la famille des Selenopidae.

## Distribution
Cette espèce est endémique de Madagascar.

## Étymologie
Cette espèce est nommée en l'honneur d'Alain Pauly.

## Publication originale
- Corronca, 2003 : New genus and species of Selenopidae (Arachnida, Araneae) from Madagascar and neighbouring islands. African Zoology, vol. 38, p. 387-392.